# Asioninae
Asioninae — подсемейство птиц семейства совиных.

## Роды
- Asio
  - Asio otus — ушастая сова
  - Asio flammeus — болотная сова
  - Asio stygius — центральноамериканская ушастая сова
  - Asio abyssinicus — абиссинская ушастая сова
  - Asio capensis — африканская ушастая сова
  - Asio madagascariensis — мадагаскарская ушастая сова
- Nesasio
  - Nesasio solomonensis — соломонская ушастая сова
- Pseudoscops
  - Pseudoscops clamator — полосатая сова
  - Pseudoscops grammicus — ямайская совка

## Галерея

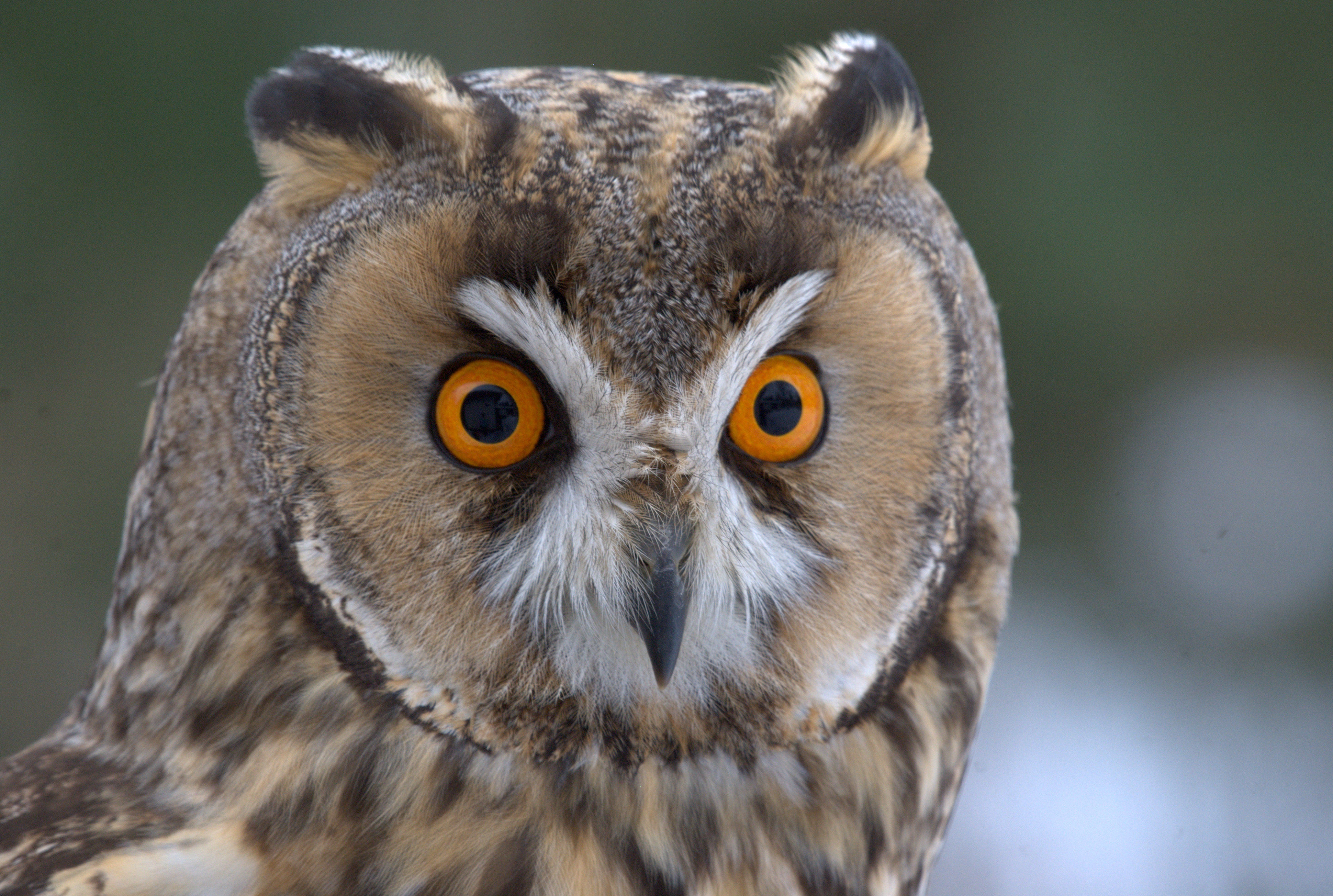
Ушастая сова
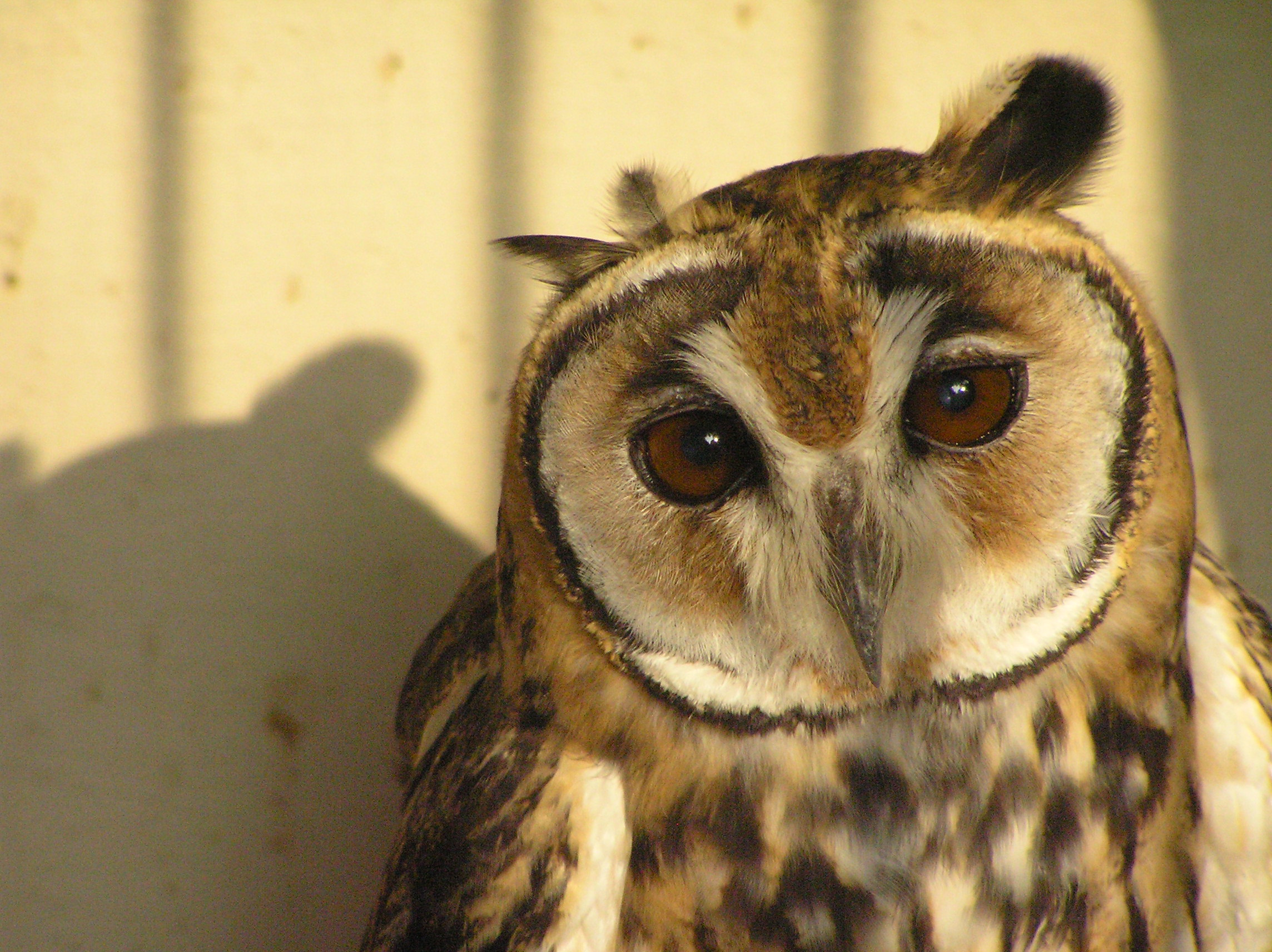
Полосатая сова
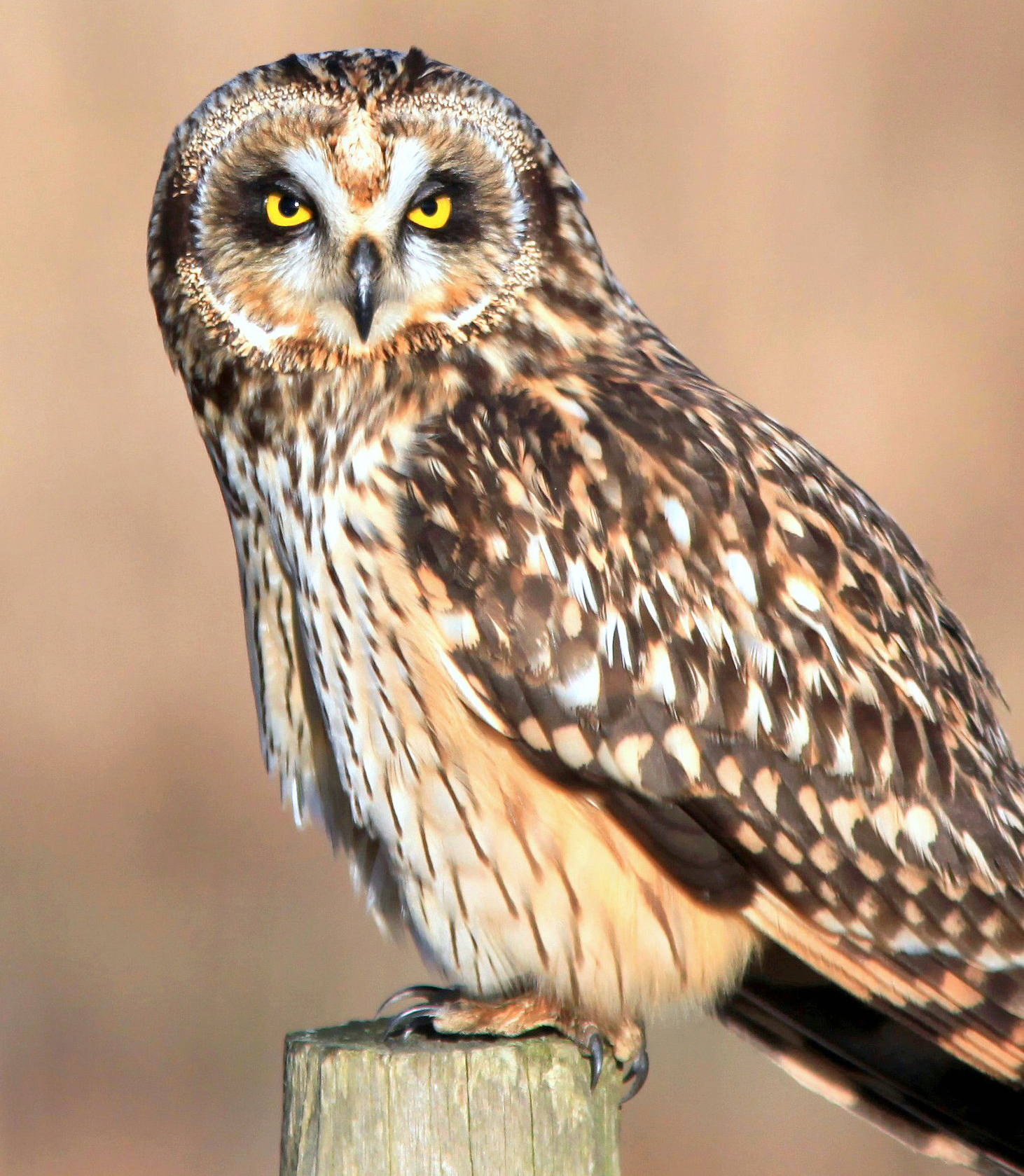
Болотная сова
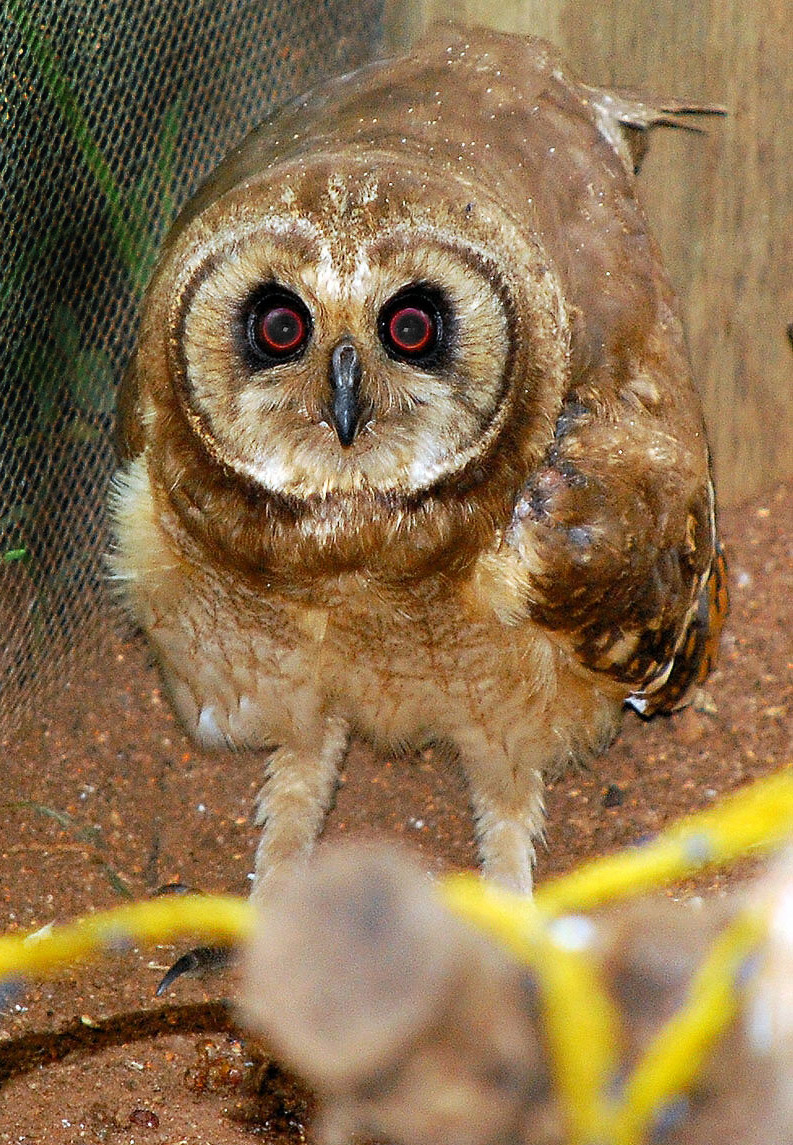
Африканская ушастая сова
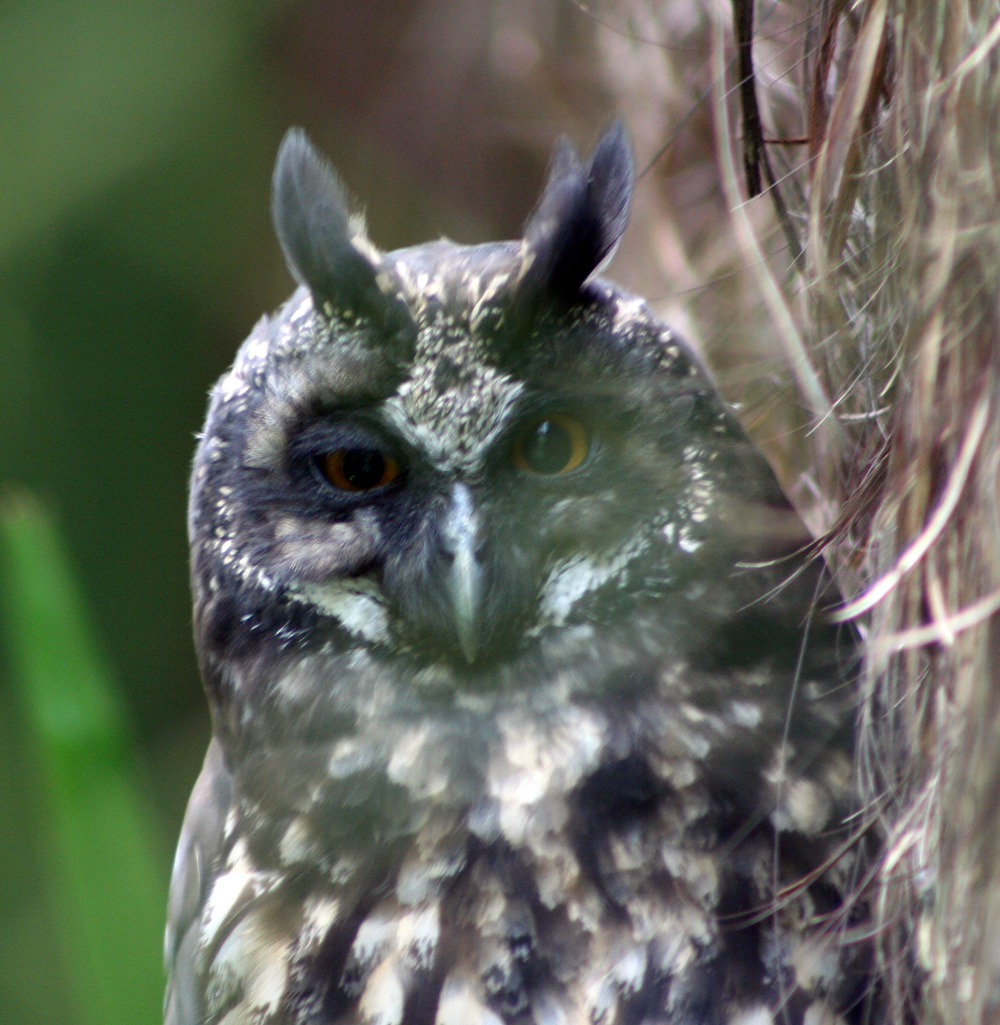
Центральноамериканская ушастая сова